# 塔尔维西奥
塔尔维西奥（義大利語：Tarvisio）是意大利乌迪内省的一个市镇。总面积205.59平方公里，人口4774人，人口密度23.2人/平方公里（2009年）。ISTAT代码为030117。